# 真夜中のおバカ騒ぎ!
『真夜中のおバカ騒ぎ！』（まよなかのおバカさわぎ）は、2013年4月から2023年4月まで放送されていたトークバラエティ番組。

## 概要
毎週1つのテーマについて、8名のマヨバガールズとゲストがスタジオで語る、トークバラエティ番組。
2023年4月1日に4月末をもって放送を終了することが告知された。

## 放送局・放送時間
- チバテレ - 毎週金曜 2:00 - 2:30（木曜深夜）
- TOKYO MX - 毎週日曜 3:30 - 4:00（土曜深夜）[注 1]

## 出演者
- MC：原口あきまさ・みひろ
- 学級委員長：山邊未夢（東京女子流）

### マヨバガールズ
マヨバガールズは合計8名。この8名で毎月翌月の出演権を懸けたバトルが行われている。具体的には、番組ホームページでの人気投票、マシェバライベント、番組貢献度ランキングの成績により、下位4名の出演が終了となり、新たに4人のメンバーを加えることになっている。
* 以下は 2019年6月現在の歴代マヨバガールズを初出演の期（年月）ごとにまとめたリスト

* 名前右の( )は連続出演期数（スケジュール都合により出演を休んだ期がある場合は数に含んでいない）

* 連続以外の出演で他の期に出演している場合は名前右にその期を付記している。
| 1期（2013年4月） - 相澤ゆうき - 秋山ゆずき (2) - うさまりあ 21期 - 久保木果歩 - 田井中茉莉亜 (6) - 中村葵 (7) - 浜田由梨 - 原田真緒 (18) | 2期（2013年5月） - 荒井志依奈 - 渋谷ゆり - 鈴木ゆき - 櫻井りか (3) | 3期（2013年6月） - 上原亜季 - 菜乃花 - 村松美緒 - 山岸ゆか | 4期（2013年7月） - 駒井まち - 平山寿美札 - 横山利奈 - 吉見早央 (2) | 5期（2013年8月） - 井上穂奈美 - 大崎由希 (8) - 桜井みお - 山田あや乃 |

| 6期（2013年9月） - 雨宮める - 椎名香奈江 - 高木あずさ - 藤田恵名 (22) | 7期（2013年10月） - 小松詩乃 (3) - 富樫あずさ 12期 - 陽向さえか - 湯本美咲 | 8期（2013年11月） - 相原美咲 - 國仲優莉 - さちこ - 藤井奈々 15期 | 9期（2013年12月） - 木嶋ゆり - 倉持由香 (4) - 塚本舞 - 土山茜 | 10期（2014年1月） - 小島美優 - 高橋優菜 - 千明芸夢 - 町田みゆう |

| 11期（2014年2月） - 相川ゆきな - 小間千代 (7) - 佐野つかさ - 矢野冬子 | 12期（2014年3月） - 稲森美優 - 小瀬田麻由 - 富樫あずさ 7期 - 星乃まおり (3) | 13期（2014年4月） - 佐野茜音 - 下舘夏希 - 谷侑加子 - 璃乃 (2) | 14期（2014年5月） - 友利愛美 (2) - 星咲くるみ - 山中真由美 (13) - 玲華 | 15期（2014年6月） - 浅香美咲 34期 - 熊谷知花 (2) - 藤井奈々 8期 - 美咲 - 和地つかさ |

| 16期（2014年7月） - 青山ひかる (2) - 伊瀬美雪 - 小出真保 - 優月心菜 | 17期（2014年8月） - アレカ (2） - 安藤ひろこ - 池田裕子 | 18期（2014年9月） - 玖優 - 浪瀬まゆみ (2) 33期 - 峰さやか (2） | 19期（2014年10月） - 佐藤みさき (3） - 白石アヤ - 富永一葉 (2） - 藤田葵 | 20期（2014年11月） - 朝比奈ちな - 折原ゆう - 山下若菜 (18） - 柚姫らん |

| 21期（2014年12月） - 彩川ひなの - うさまりあ 1期 - 香坂真名美 - 高橋ナツミ (2） - 望月茉莉 32期 | 22期（2015年1月） - 一木エリカ - 入山智花 31期 - 夏江美優 - 吉沢七海 (2） | 23期（2015年2月） - うてなまりえ (2） - 工藤夢 (10） - 月見里しずか - まゆ菜 | 24期（2015年3月） - 小田飛鳥 - 田所ミカ (4） - 永野未夏 - 藤本めぐみ | 25期（2015年4月） - 長野まこ - 早川愛美 - 福岡みもれ |

| 26期（2015年5月） - 宇那 - 倉田夏希 - 中西英梨華 | 27期（2015年6月） - 杏ちゃむ - 小山夏希 - まや - 森川彩香 (11） | 28期（2015年7月） - 遠山しおり 39期 - 戸田れい (2） - 西田藍 - 福森つかさ (3） | 29期（2015年8月） - 伊集院友美 - 加藤悠 (8) - みなみ鈴 | 30期（2015年9月） - 城品萌音 - 松村有花 - 優希美奈 (10） |

| 31期（2015年10月） - 赤澤杏奈 - 入山智花 22期 - ほのか雪乃 - 吉野七宝実 | 32期（2015年11月） - 今永梨奈 (2） - 佐野千晃 - 望月茉莉 21期 | 33期（2015年12月） - 伊藤彩 - 栗崎結衣 - 浪瀬まゆみ (2) 18期 | 34期（2016年1月） - 青木美依奈 - 浅香美咲 15期 - 鈴原優美 (5） | 35期（2016年2月） - 内田なつみ - 城田あや - 辺見レナ |

| 36期（2016年3月） - 井上あみな - Saasha - 夏目芽依 (2） | 37期（2016年4月） - 和泉ひより (3） - 貴瀬ゆか - 七海ひより - 廣瀬聡子 (7） | 38期（2016年5月） - 後藤ちひろ - 七瀬さくら - 百瀬ゆい (3) | 39期（2016年6月） - 石井里香 44期 - 潮田ひかる (6） - 遠山しおり 28期 | 40期（2016年7月） - 清水楓 - 宮崎由望 (11) - 幸野ゆりあ (4） |

| 41期（2016年8月） - 赤峰マリア - 辻村ゆりな (2） - 豊田瀬里奈 - 晴野未子 | 42期（2016年9月） - 神村風子 (24） - 椿原愛 - 安莉紗 45期 | 43期（2016年10月） - 倉坂くるる - 前田亜海 - 水月桃子 (4） - 水野しず | 44期（2016年11月） - 石井里香 39期 - 紺野栞 (2） - 町田有沙 (2） - めろ | 45期（2016年12月） - 鬼塚真紀 (30） - 佐藤望美 (2) - 安莉紗 42期 |

| 46期（2017年1月） - 嶋村瞳 - 竹本茉莉 (4） - 美玲 (7) | 47期（2017年2月） - 瀬川りん - 高島千明 - 水間有紀 | 48期（2017年3月） - 伊谷亜子 - 津田菜都美 (11） - 望月リカ | 49期（2017年4月） - 河村洋子 - 眠夢りんりん | 50期（2017年5月） - 中山沙也香 (5） - 羽鳥早紀 (3) - 牧野紗弓 |

| 51期（2017年6月） - 加藤圭 (3） - 魁桃 - 岬愛奈 | 52期（2017年7月） - 白幡いちほ - 優陽にこ - ラズリット・エリカ | 53期（2017年8月） - 小日向麻衣 - 田邉絵莉 - 日里麻美 | 54期（2017年9月） - 香村実咲 (3) - 原口未帆 - 舞波ゆうり | 55期（2017年10月） - 桜りん - 友寄蓮 - のえる (2) - 三浦みなみ |

| 56期（2017年11月） - 服部彩香 - 舞園ひな (7) | 57期（2017年12月） - 尾崎明日香 - 前田愛 - 松本ゆん | 58期（2018年1月） - さとみ - 新宮里奈 (4) - 翡翠ベル | 59期（2018年2月） - あさおか倖 (2) - 末廣春菜 - みさきんぐ - 水海らむね | 60期（2018年3月） - 伊藤真莉 (3) - 岡崎みき - 小島瑠奈 (2) |

| 61期（2018年4月） - 空陸海ゆきな (3) - 小林マイカ (7) - 南まりや - 横山慈雨 | 62期（2018年5月） - 竹村佳奈 (2) - 百澤恵利加 | 63期（2018年6月） - あやまる (7) - 濱口ハンナ (4) - 南風帆波 | 64期（2018年7月） - カワシマユカ - 小島由記子 - 船丘くるみ | 65期（2018年8月） - 桜庭るり - 橋本紗樹 - Marin (2) |

| 66期（2018年9月） - 那華貴奈 (2) - ねむいりさ (3) - 柳里緒菜 | 67期（2018年10月） - 小田切正代 (5) - 涼原あす菜 - 渡辺ありさ (6) | 68期（2018年11月） - 沖名瑠美 (3) - 開坂映美 - 真崎千波 - 八剱咲羅 (3) | 69期（2018年12月） - 飯塚彩夏 - 鈴森ゆりあ - 伊達夏海 - 新穂純麗 | 70期（2019年1月） - 岸悠華 (5） - 立花幸乃 - 結城亜美 |

| 71期（2019年2月） - 青木てけこ - 和泉ふみ - 渡辺陽菜 | 72期（2019年3月） - 歩那 - 白井ゆな - 永瀬秋菜 (3) - 桃咲あや | 73期（2019年4月） - 小川理子 - 佐々川ゆい (2) | 74期（2019年5月） - 小松みゆ - 月神まりな - ゑりかちゃんべいびー | 75期（2019年6月） - 遠藤有栖 - 白音らん - 西井綾音 - るなっち☆ほし |

## 終了時点のコーナー
- ミライのスターを発掘せよ！！親和クリニックプレゼンツ！ 『植毛芸人グランプリ！』
- 『植毛芸人番外編！植毛シンデレラ』
- 電話占いユアーズの『聞いてください！変な相談！』
- 『マヨバカガールズトーク』

### 過去のコーナー
- 『amoreの占い処方箋 魔法のことばでお悩み解決』
- 『THE TOP 〜毛ンプレックス芸人GP～』
- 『目指せ競馬アイドル！マヨバカ競馬学園』
- 『大人の物知り雑学講座 大将に聞け！』
- 『未来の鑑定士 発掘バトル』『15億円男のテレビ出たい会議』
- 『恋愛講座 THEセクシーアカデミー』

## スピンオフ番組
- 『マヨバカ学園』(マシェバラ/毎月3回 19時45分〜)

## イベント
- 『真夜中におバカ騒ぎ！』(2018年11月2日、新宿ロフトプラスワン)  番組6周年を記念したオールナイトイベント
- 「真夜中のおバカ騒ぎ!」スペシャルフェス（2021年11月19日、新宿ReNY）

## 終了時点のスタッフ
- ナレーター:Sachi
- 企画・構成:つじまこと、小野尾一輝
- 撮影:堀 哲朗
- 音声:石津真実
- CG:影山英嗣
- メイク:KOTOMI
- 編集:TU-GUMI/MOUSE
- MA:冨田拓資
- 協力:STUDIO池尻
- 制作ブレーン:飛田雄一郎(スターポケット)
- キャスティング:寛山佳臣
- ディレクター:山中絵美、森合裕哉
- プロデューサー:玉巻辰弥、津村浩司
- 制作協力:つぐみ
- 製作著作:Mika-Pro LLC

### 過去のスタッフ
- ナレーター:樹元オリエ
- 構成:森和彦、内田一成、スマイルメロディー、尾崎ヒロヒト、須長晋之介
- 撮影:馬戸秀和
- 音声:服部大介、河手康良
- 編集:あくつまり
- 協力:K-Network Family
- キャスティング:瀬川聖朝、長﨑周成、畠山健太郎
- 総合演出:中村雅一
- プロデューサー:猪飼毅
- 制作協力:Takujiクリエイト